# کوردان (خمیر)
 کُوردان  روستای کوچکی از توابع  بخش مرکزی شهرستان خمیر در شهرستان خمیر در استان هرمزگان ایران است.

## محدوده کُوردان
از شمال هیر، از جنوب لدخی، از مغرب کونه، و از سمت مشرق به پدل محدود می‌گردد.

## جمعیت
دارای ۵۹۵ نفر (۶۲ خانوار)  جمعیت است
که از اهل سنت و از شاخه شافعی هستند یعنی از پیروان امام محمد ادریس شافعی هستند.
دارای مسجد، دبستان، آب‌انبار (برکه) و درمانگاهو پارک وزمین ورزشی است.

## شغل مردم روستا
شغل اهالی روستا دامداری و کشاورزی است.
در حدود۱۵۰من زمین  زیر کشت دیم  دارد. در کوه‌های اطراف این روستا گیاهان داروئی متعددی وجود دارد. بیشتر جوانان روستا فرهنکی هستند.